# Alopecosa mariae orientalis
Alopecosa mariae là một phân loài nhện trong họ Lycosidae.
Loài này thuộc chi Alopecosa. Alopecosa mariae orientalis được Gábor von Kolosváry miêu tả năm 1934.